# Poculum crocatum
Poculum crocatum är en svampart som först beskrevs av Jean François Montagne, och fick sitt nu gällande namn av Dumont 1978. Poculum crocatum ingår i släktet Poculum och familjen Rutstroemiaceae.   Inga underarter finns listade i Catalogue of Life.